# In de tovertuin
Tom Poes in de(n) to(o)vertuin (in boekuitgaven/spraakgebruik verkort tot In de tovertuin) is het derde verhaal uit de Bommelsaga, geschreven en getekend door Marten Toonder. Het verhaal verscheen voor het eerst op 12 juli 1941 en liep tot 13 augustus van dat jaar. Thema: De eerste ontmoeting van de hoofdrolspelers.
In dit verhaal debuteren hoofdrolspeler Olivier B. Bommel en de tovenaar Hocus P. Pas.

## Samenvatting
Tom Poes ontmoet op een wandeltocht naar de Drie Kromme Sparren, gelegen op een hoge heuvel, een vreemdeling in een geruite jas met een leren tasje over de schouder, die zich Olivier B. Bommel noemt. Laatstgenoemde vraagt de weg naar de Kale Driesprong. Intussen stellen ze zich aan elkaar voor en het blijkt dat heer Bommel Tom Poes al kent uit de krant. Hij noemt hem spontaan ‘jonge vriend’ en stelt voor hem ‘heer Ollie’ te noemen. De heer in ruitjesjas heeft in een boekje gelezen dat er bij iedere volle maan een onbemande toverwagen op de Kale Driesprong voorbijkomt.
Samen slagen ze erin, naar het idee van Tom Poes, om op de wagen te springen. De toverwagen brengt hen in een lange nachtelijke tocht door de bergen naar de tovenares Anne-Miebetje. Deze is 97 jaar geleden haar gouden tovervogel kwijtgeraakt aan de boze tovenaar Hocus Pas. Tom Poes en heer Bommel gaan de uitdaging aan het dier te bevrijden. Ze moeten naar een verboden tovertuin, die bewaakt wordt door een reus. Onderweg schept Tom Poes op tegen heer Ollie dat hij goed is in listen verzinnen en dat reuzen dom zijn. Maar binnen in de poort blijkt dat heer Ollie met een list de bewakende reus Knuppeldekloris te slim af is. Hij geeft de bewaker een verrekijker en geeft zich uit voor zijn opdrachtgever, tovenaar Hocus Pas. Hij verdwijnt door de reeds eerder door Tom Poes geopende deur, richting de tovertuin.
Nu moeten ze de vogel in de tovertuin nog afhandig maken van een tweede reus, Knorremorris. De beide reuzen, die in opdracht werken van de tovenaar Hocus Pas, worden met listen om de tuin geleid en uiteindelijk tegen elkaar uitgespeeld. Ze hakken op elkaar in en lopen uiteindelijk elkaar omver. De tovenares maakt voor haar helpers een slotmaaltijd klaar. Ze worden met de toverwagen teruggebracht naar de Kale Driesprong. Anne-Miebetje biedt spontaan haar hulp aan als een van hen beiden ooit in moeilijkheden geraakt.
Aan het eind van het avontuur nodigt Tom Poes heer Bommel uit om in zijn huisje te komen logeren, maar heer Bommel slaat het aanbod beleefd af. Tom Poes vindt het jammer want hij is inmiddels wel aan heer Bommel gehecht geraakt.

## Voetnoot
1. ↑   Afleveringen, via Delpher. Gearchiveerd op 6 augustus 2023.
2. ↑   Interviewer Joop Lücker van De Telegraaf adviseert Marten in augustus 1941 Ollie B. Bommel geen Amerikaans staatsburgerschap te geven. De USA zal wellicht snel in de oorlog stappen en dan is Bommel een foute beer. Uit Het geluid van bloemen, autobiografie deel 2.
3. ↑   De tovenaar hier nog slechts als opdrachtgever van de twee reuzen, en nog zonder afbeelding.
4. ↑  Ongeveer 1 km ten zuidwesten van het kasteel Bommelstein.
5. ↑   Ligging tussen de Dorre Woestijn en De Zwarte Bergen.
6. ↑   Tom Poes in 1941 over heer Bommel.